# Butão nos Jogos Olímpicos de Verão da Juventude de 2010
O Butão participou dos Jogos Olímpicos de Verão da Juventude de 2010 em Singapura. A menor delegação entre as 205 participantes dos Jogos de Singapura foi composta por apenas uma atleta do taekwondo.

## Taekwondo
| Evento             | Atleta       | 1ª rodada    | Quartas-de-final              | Semifinais  | Final       | Pos. final |
| ------------------ | ------------ | ------------ | ----------------------------- | ----------- | ----------- | ---------- |
| Até 49 kg feminino | Chimi Wangmo | Sem oponente | USA Jessie Bates D RSC 2 0:25 | Não avançou | Não avançou | 8º         |